# Rima Agatharchides
Rima Agatharchides és una estructura geològica del tipus rima a la superfície de la Lluna, situada amb el sistema de coordenades planetocèntriques a -19.6 ° de latitud N i -28.1 ° de longitud E. Fa un diàmetre de 54.25 km. El nom va ser fet oficial per la UAI el 1964 i fa referència a un cràter proper.